# Куперштейн, Израил Григорьевич
Израил Григорьевич Куперштейн (1915—1995) — участник Великой Отечественной войны, командир танка 332-го танкового батальона 52-й гвардейской танковой бригады 6-го гвардейского танкового корпуса 3-й гвардейской танковой армии 1-го Украинского фронта, Герой Советского Союза, гвардии лейтенант.

## Биография
Родился 14 августа 1915 года в городе Черкассы в семье рабочего. Еврей. Член КПСС с 1942. Окончил 7 классов, затем в Москве школу ФЗУ. Работал автомехаником на автобазе.
В Красной Армии в 1936—1938, 1939—1940 годах и с июня 1942 года. Участник советско-финской войны. В 1943 году окончил Горьковское танковое училище.
В боях Великой Отечественной войны с октября 1943. Командир танка 332-го танкового батальона (52-я гвардейская танковая бригада, 6-й гвардейский танковый корпус, 3-я гвардейская танковая армия, 1-й Украинский фронт). В ночь на 6 ноября 1943 года с экипажем в составе передового отряда бригады преодолел оборону противника и на большой скорости ворвался в село Святошино (ныне западная окраина Киева), подбил вражеский танк, уничтожил 2 штурмовых и противотанковых орудия, до 30 вражеских солдат и офицеров.
Указом Президиума Верховного Совета СССР «О присвоении звания Героя Советского Союза генералам, офицерскому, сержантскому и рядовому составу Красной Армии» от 10 января 1944 года за «образцовое выполнение боевых заданий командования на фронте борьбы с немецко-фашистскими захватчиками и проявленные при этом отвагу и геройство» удостоен звания Героя Советского Союза с вручением ордена Ленина и медали «Золотая Звезда» (№ 2086).
В 1945 году окончил Высшую бронетанковую школу в Ленинграде. С 1962 — в запасе. Жил в Челябинске. Работал в научно-исследовательском проектно-технологическом институте, институте горстроя. Скончался 16 марта 1995 года. Похоронен в Челябинске на Успенском (Цинковом) кладбище (квартал 24).

## Награды
Награждён орденом Отечественной войны 1-й степени, тремя орденами Красной Звезды, медалями.